# Pleuractis seychellensis
Pleuractis seychellensis is een rifkoralensoort uit de familie van de Fungiidae. De wetenschappelijke naam van de soort is voor het eerst geldig gepubliceerd in 1993 door Hoeksema.